# Xosophara schroederi
Xosophara schroederi är en insektsart som först beskrevs av Schmidt 1906.  Xosophara schroederi ingår i släktet Xosophara och familjen lyktstritar. Inga underarter finns listade i Catalogue of Life.